# Szumiłówka
Szumiłówka – wieś w Polsce położona w województwie podlaskim, w powiecie siemiatyckim, w gminie Nurzec-Stacja. 
Od 1 stycznia 1973 do 30 czerwca 1987 w gminie Mielnik
Wieś jest administracyjnie sołectwem Szumilówka w gmina Nurzec-Stacja.
W latach 1975–1998 miejscowość należała administracyjnie do województwa białostockiego.
Wierni kościoła rzymskokatolickiego należą do parafii św. Apostołów Piotra i Pawła w Siemiatyczach Stacji.